# Герб Світловодського району
Герб Світлово́дського райо́ну — один з офіційних символів Світловодського району Кіровоградської області. Автори герба: В. Кривенко, К. Шляховий.

## Історія
Герб розроблявся Кіровоградським обласним відділенням Українського геральдичного товариства.
Затверджений рішенням XVI сесії Світловодської районної ради XIII скликання № 183 від 4 серпня 2000 року.

## Опис
| У синьому полі срібний Юрій-Змієборець з червоним хрестом у щиті на коні б'є списом срібного змія, зліва — срібний боковик. |
Щит герба увінчаний стилізованою композицією, що поєднує промені сонця та срібні хвилі на синьому фоні, оздоблені з боків декоративними галузками. З боків гербовий щит прикрашений дубовим листям, перевитим синьою стрічкою з девізом «Рідна земля найкраща».

## Пояснення символіки
Фігура святого Юрія Змієборця запозичена з історичного герба 1845 року міста Новогеоргіївська, на місці якого був збудований Світловодськ. Святий Юрій — один з найшанованіших християнських святих, покровитель воїнів, землеробів та скотарів. Він є символом боротьби добра і зла, військової звитяги та перемоги над загарбниками.
Срібний боковик символізує річку Дніпро, на правому березі якої розташовані землі Світловодського району. Окрім Дніпра, кольори герба району пов'язані з наявністю Кременчуцького водосховища та річки Тясмин.
Срібні хвилі на синьому фоні у стилізованій композиції взяті з сучасного герба районного центру.